# Spirbjörnbär
Spirbjörnbär (Rubus grabowskii) är en rosväxtart som beskrevs av Carl Ernst August Weihe. Spirbjörnbär ingår i släktet rubusar, och familjen rosväxter. Inga underarter finns listade i Catalogue of Life.